# Consell de l'Esport Escolar de Barcelona
El Consell de l'Esport Escolar de Barcelona (CEEB) és una entitat que des del 1977 organitza competicions esportives entre centres educatius de Barcelona. A les seves activitats, que prioritzen l'educació a la competició, hi participen uns 40.000 esportistes l'any.

## Descripció
Fundada per un grup d'escoles, des de la seva fundació pretén prioritzar els valors educatius de l'esport per sobre dels competitius a través de l'organització de competicions i lligues.
Fa activitats d'esports col·lectius (bàsquet, futbol 5, futbol 7, futbol 11, futbol platja, corfbol, rugbi, handbol, hoquei sobre patins, shootball, street hoquei, waterpolo, voleibol i voleibol platja) i individuals (cross, bàdminton, curses d'orientació, dansa, escacs, esgrima, gimnàstica artística, gimnàstica rítmica, gimnàstica estètica de grup, judo, natació, natació sincronitzada, patinatge artístic, tennis de taula, salt de trampolí i vela esportiva).

## Història
El primer president va ser Joan Durà, i a partir del 2007 és Jaume Mora. Al principi l'entitat era més competitiva, i amb el pas dels anys ha passat a ser un instrument educatiu i social.
El 2008 movia 25.000 escolars. El curs 2017-2018 va organitzar activitats on van participar 40.114 esportistes, dels quals el 56% eren nois. Hi va haver 961 equips de futbol 5, 565 de bàsquet, 252 de voleibol i 135 de futbol 7 i 11. Entre altres activitats també va organitzar vuit cros, el que va tenir més participació va ser el de Sant Martí amb 701 joves, i el que menys el de Sant Andreu, amb 300 participants. També organitza casals d'estiu. El seu objectiu és arribar als 50.000 nens i nenes entre totes les activitats el 2020 i arribar a tots els barris de la ciutat.